# Tanquecillos, Nuevo León
Tanquecillos är en ort i Mexiko.   Den ligger i kommunen Doctor Arroyo och delstaten Nuevo León, i den centrala delen av landet, 500 km norr om huvudstaden Mexico City. Tanquecillos ligger 1 606 meter över havet och antalet invånare är 156.
Terrängen runt Tanquecillos är varierad. Runt Tanquecillos är det mycket glesbefolkat, med 5 invånare per kvadratkilometer. Närmaste större samhälle är La Unión y el Cardonal, 7,4 km sydväst om Tanquecillos. Omgivningarna runt Tanquecillos är i huvudsak ett öppet busklandskap.